# Nick van der Lijke
Nick van der Lijke Zijlaard (født 23. september 1991 i Middelburg) er en forhenværende cykelrytter fra Holland.